# Канаван, Майкл
Майкл А. Канаван (англ. Michael A. Canavan) (род. 5 декабря 1946) — американский военный деятель, генерал-лейтенант в отставке армии США. Бывший командующий Совместным командованием специальных операций и заместитель администратора Федеральной авиационной администрации США по безопасности гражданской авиации.

## Образование
Канаван окончил колледж св. Мартина в Лейси, штат Вашингтон. В его военное образование входит учеба в школе подготовки кандидатов в пехотные офицеры, курсах усовершенствования пехотных офицеров, Командно-штабном колледже и Военном колледже Армии США.

## Военная карьера
В 1966 году Канаван поступил на службу в армию, и проходил службу в качестве сапера. Позже, по окончании школы подготовки кандидатов в офицеры Армии США в Форт-Беннинг, ему было присвоено звание второго лейтенанта.
В последующем он занимал ряд командных и штабных должностей в составе 10-й, 5-й и 6-й групп Сил специального назначения Армии США, Объединенного центра эвакуация раненых и больных, 9-й пехотной дивизии, 82 воздушно-десантной дивизии, XVIII воздушно-десантного корпуса, 2-й пехотной дивизии, Совместного командования специальных операций и 7-й пехотной дивизии. Проходил службу за пределами США во Вьетнаме, Таиланде, Германии, Южной Корее.
Его участие в боевых операциях включает в себя службу во Вьетнаме в качестве командира 1-го батальона (A-401) IV корпусной мобильной ударной группы в составе 5-й группы специального назначения. Позднее он участвовал в боевых операциях в Таиланде и Вьетнаме в качестве командира поисковой группы Объединенного центра эвакуация раненых и больных. Он также служил в качестве старшего помощника командира батальона 82-й воздушно-десантной дивизии во время Вторжения США на Гренаду. Он также участвовал в операции «Provide Comfort» в Северном Ираке, операции «Совместные усилия» в Боснии и Герцеговине, и операции «Гарантированный ответ» по эвакуации американских граждан в апреле 1996 г. из Либерии.
С 1992 по 1993 г. возглавлял Центр анализа Командования учебной подготовки и разработки доктрин Армии США, затем служил помощником командира 82-й воздушно-десантной дивизии по операциям (1993-1994).
С 1994 по 1996 г. возглавлял Командование специальных операций Европейского командования Вооруженных сил США.
С августа 1996 по август 1998 г. возглавлял Совместное командование специальных операций.
С 1998 по 2000 г. начальник штаба Европейского командования Вооруженных сил США.
Ушел в отставку с военной службы 1 января 2001 года.
С декабря 2000 до октябрь 2001 года являлся заместителем администратора Федеральной авиационной администрации США по безопасности гражданской авиации, где он отвечал за развитие и управление политики, программ, стандартов и правил американской безопасности гражданской авиации во всем мире.

## Награды и знаки отличия
- Медаль Министерства обороны «За выдающуюся службу» с бронзовым дубовым листом
- Медаль «За отличную службу»
- Орден «Легион Почёта» с бронзовым дубовым листом
- Бронзовая звезда с бронзовым дубовым листом
- Пурпурное сердце
- Знак боевого пехотинца
- Знак мастера-парашютиста
- Знак военного парашютиста затяжных прыжков
- Знак специалиста по наведению авиации
- Знак военного аквалангиста
- Нарукавная нашивка рейнджера
- Нарукавная нашивка Сил специальных операций Армии США